# Obergötzenberg
Obergötzenberg (mundartlich: Obərgetsəbərg) ist ein Gemeindeteil der Marktgemeinde Weitnau im bayerisch-schwäbischen Landkreis Oberallgäu.

## Geographie
Die Einöde liegt circa 2,5 Kilometer nördlich des Hauptorts Weitnau.

## Ortsname
Der Ortsname stammt vom Personen(kose)namen Gebeze und bedeutet (Siedlung an/auf dem) Berg des Gebeze. Der Präfix Ober- dient seit 1875 zur Unterscheidung zum niedriger gelegenen Untergötzenberg.

## Geschichte
Obergötzenberg wurde erstmals im Jahr 1411 mit uf dem Gebszenberg im Besitz der Herrschaft Trauchburg erwähnt. 1509 wurden vier Güter in Götzenberg gezählt. 1761 fand die Vereinödung des Orts statt. Seit 1875 wird zwischen Ober- und Untergötzenberg unterschieden. Bis 1972 gehörte Obergötzenberg der Gemeinde Wengen an, die durch die bayerische Gebietsreform in der Gemeinde Weitnau aufging.

## Baudenkmäler
- Ehemaliges Försterhaus zur Trauchburg, zweigeschossiger Walmdachbau mit Fachwerkobergeschoss, 2. Hälfte 18. Jahrhundert
- Siehe auch: Liste der Baudenkmäler in Obergötzenberg